# Saserna distincta
Saserna distincta är en fjärilsart som beskrevs av William Schaus 1900. Saserna distincta ingår i släktet Saserna och familjen nattflyn. Inga underarter finns listade.